# Richard Onslow (Politiker, † 1760)
Richard Onslow (* etwa 1697; † 16. März 1760) war ein britischer Armeeoffizier und Politiker.

## Leben
Onslow war der zweite Sohn des Unterhausabgeordneten Foot Onslow aus dessen Ehe mit Susannah Anlaby. Sein älterer Bruder Arthur Onslow war von 1728 bis 1761 Speaker of the House of Commons und nach dem Tod seines Vaters 1710 und seiner Mutter 1715 sein Vormund und der seiner vier Schwestern. Da Richard weder juristischer noch eine kirchliche Ausbildung erhalten hatte, war Arthur der Meinung, entgegen der Meinung seiner Freunde, dass Richard für die British Army geeignet sei. Er sammelte bei Freunde das Geld für den Kauf eines Offizierspatentes als Captain im 11th Regiment of Foot, welches er am 14. Juli 1716 erhielt.
Als sein Bruder Arthur 1720 als Abgeordneter für das Borough Guildford in Surrey ins britische Unterhaus gewählt wurde, folgte Richard ihm als Receiver-General of the Post Office, da dieser mit dem Amt eines Abgeordneten unvereinbar war und fast 400 £ im Jahr einbrachte. 1719 wechselte Richard als Captain zum 30th Regiment of Foot und 1721 zum 15th Regiment of Foot in 1721. Bei den Unterhauswahlen 1722 kandidierte Richard als Abgeordneter für das Borough Haslemere in Surrey, unterlag aber gegen James Oglethorpe. Am 7. Juli 1724 wechselte Onslow als Captain-Lieutenant und Lieutenant-Colonel zum 1st Regiment of Foot Guards.
Am 9. März 1727 trat Onslow die Nachfolge von Richard Hele Treby als Captain und Lieutenant-Colonel Kommandeur einer Kompanie des 1st Regiment of Foot Guards und wurde zur Verstärkung des seit Februar von den Spaniern belagerten Gibraltar entsandt. Im Juni gaben die Spanier die Belagerung auf. Bei den Unterhauswahlen im August 1727 wurde er gemeinsam mit seinem Bruder Abgeordneter für Guildford. Sein Bruder nahm aber stattdessen ein Mandat als Abgeordneter für das County Surrey an. Sein Amt als Receiver-General of the Post Office ging an seinen Cousin zweiten Grades Denzil Onslow of Stoughton. Er wurde viermal wiedergewählt ins blieb bis zu seinem Tod Unterhausabgeordneter für Guildford. Da er stets die Regierung unterstütze spielte er als Parlamentarier keine große Rolle.
1731 wurde er zum Colonel befördert und zum Regimentschef des 39th Regiment of Foot ernannt. Von 1734 bis 1742 war er zum Buchhalter seines Bruders, der in dieser Zeit Treasurer of the Navy war. 1739 wechselte als Regimentschef zum 8th (The King’s) Regiment of Foot.
Am 20. Februar 1741 wurde er zum Brigadier-General befördert und zog mit dem britischen Kontingent nach Deutschland in den Österreichischen Erbfolgekrieg. Er kämpfte am 27. Juni 1743 in der Schlacht bei Dettingen und wurde am 13. Juli 1743 zum Major-General befördert. Am 30. April 1745 wechselte er als Nachfolger von Richard Temple, 1. Viscount Cobham als Captain und Colonel des 1st Troop of Horse Grenadier Guards. Gemeinsam mit Henry Hawley befehligte er die zweite Linie der Kavallerie in der Schlacht bei Fontenoy. Er gehörte zu den Generalen, die im November 1745 zur Niederschlagung des Jakobitenaufstandes aus Flandern nach London zurückbeordert wurden.
Am 10. Oktober 1747 erfolgte seine letzte Beförderung zum Lieutenant-General. Am 15. Februar 1752 wurde er zum Gouverneur von Fort William in Inverness-shire ernannt und 1759 zum Gouverneur von Plymouth sowie Militärkommandeur des Heimatverteidigungsbezirks Western District. Anfang 1760 wurde er zur Leitung des Krieggerichtes über General-Lieutenant George Germain, 1. Viscount Sackville wegen Befehlsverweigerung in der Schlacht bei Minden und über Major-General Lord Charles Hay wegen einer Bemerkung über General John Campbell, 4. Earl of Loudoun im Vorfeld der Belagerung der Festung Louisbourg, aufgefordert. Leider erlitt er am 16. März 1760 während des Prozesses gegen John Cambell einen Schlaganfall, an dem er starb.

## Ehe und Nachkommen
Am 9. Dezember 1726 heiratete er in erster Ehe Rose Bridges († 1728), die Schwägerin seines Bruders, sowie Tochter und Miterbin von Thames Ditton. Die Ehe blieb kinderlos.
1730 heiratete er in zweiter Ehe Pooley Walton, Tochter von Charles Walton und Erbin ihres Onkels Admiral Sir George Walton († 1739). Sie hatten vier Kinder:
- George Onslow (1731–1792), Unterhausabgeordneter, Lieutenant-Colonel des 1st Regiment of Foot Guards;
- Sir Richard Onslow, 1. Baronet (1741–1817), Admiral der Royal Navy;
- Very Rev. Arthur Onslow (1746–1815), anglikanischer Dekan von Winchester;
- Elizabeth Onslow († 1800 oder 1802), ⚭ Rev. Hon. George Hamilton, anglikanischer Kanoniker von Windsor, Sohn des 7. Earl of Abercorn.